# Jonsuemheb i el fantasma
Jonsuemheb i el fantasma, o Jonsuemheb i l'espectre (a voltes conegut com Una història de fantasmes), és una història de fantasmes, un clàssic de la literatura de l'Antic Egipte, que es remunta al període ramrèsida de l'imperi Nou. El seu protagonista és un sacerdot anomenat Jonsuemheb (que significa 'Jonsu està content') i la història gira a l'entorn de la seua trobada amb un inquiet fantasma.

## Argument
El començament del conte s'ha perdut, però es dona a entendre que un home, sense nom, s'ha vist obligat a passar la nit al costat d'una tomba de la necròpolis tebana, i el desperta un fantasma que hi residia. Aquest home acudeix al summe sacerdot d'Amon, Jonsuemheb, i li explica el que li havia passat.
El text s'inicia amb Jonsuemheb cridant als déus del cel, de la terra i de l'altre món, des del seu terrat, perquè aparega el fantasma. Quan aquest hi arriba, Jonsuemheb li pregunta el nom, i el fantasma diu que és Nebusemej, fill d'Anjmen i de la dama Tamshas. La seua tomba ha estat destruïda i interrompudes les seues ofrenes funeràries, no tenia pas pau, i es queixa amargament del seu malaurat destí perquè no desitja "vagar com el corrent del Nil". Jonsuemheb s'ofereix a restaurar la tomba i proporcionar un taüt de gínjol daurat al fantasma perquè assolisca la pau, però l'esperit no està pas convençut de les intencions del summe sacerdot i respon que la calor no és pas excessiva per a qui és turmentat pels vents de l'hivern; qui no sap de menjar no passa fam; la pedra no envelleix amb els segles, sinó que s'esfondra. Jonsuemheb, segut al costat del fantasma, resta commocionat per aquestes paraules, plora i li demana poder explicar el seu desafortunat destí; si no, es privarà de menjar, aigua, aire i de la llum del dia.
Llavors, Nebusemej li conta la seua vida passada, quan era supervisor de tresoreria i oficial militar amb el faraó Sekhemre Wahkhau Rehotep. Quan va morir en l'estiu de l'any 14 del regnat del faraó Mentuhotep, aquest li proporcionà un conjunt de vasos canopis, un sarcòfag d'alabastre i una tomba de fossa de deu colzes. Al llarg dels segles, però, la tomba es va esfondrar parcialment, i això va permetre que el vent arribàs a la cambra funerària. També va revelar que abans que ell, uns altres van prometre restaurar-li la tomba però no ho van complir. Jonsuemheb li diu al fantasma que complirà el que li sol·licita i s'ofereix a enviar a deu servents seus per a fer ofrenes diàries a la seua tomba, però el fantasma lamenta que aquesta darrera idea no servisca de res.
En aquest punt, el text té una llacuna, i el fragment següent explica els esforços de tres homes enviats per Jonsuemheb a cercar un indret escaient per a edificar-hi un túmul nou per al fantasma. En acabant, troben el lloc ideal a Deir el-Bahari, a prop de la calçada del temple funerari de Mentuhotep II. Els homes regressen a Karnak, on està oficiant Jonsuemheb, i l'informen del lloc que han trobat. Jonsuemheb, feliç, informa el cap de la hisenda d'Amon, Menkau, sobre el seu pla.
El text acaba sobtadament ací, però és probable que Jonsuemheb aconseguís dur a terme el seu pla, reconstruís la tomba i reprengués el seu culte funerari, per a descansar en pau, tranquil·litzant així al fantasma.

## Història
L'obra es va escriure durant les dinasties XIX i XX, i fou restaurada a partir de fragments, ja que s'ha conservat en alguns òstracons, ara traslladats al Museu Egipci de Torí (núm. S.6619), el Museu d'Història de l'Art de Viena (núm. 3722a), el Louvre de París (núm. 667 + 700) i el Museu Arqueològic Nacional de Florència (núm. 2616, 2617). L'òstracon de Torí en fou el darrer descobert, el 1905, a Deir el-Medina per Ernesto Schiaparelli, i per això Gaston Maspero al 1882 va donar una reconstrucció diferent del conte. L'ordre de lectura dels ostraca és aquest:
1. Torí - el començament;
2. Viena - la primera proposta de Jonsemheb;
3. Florentino 1 i 2 - des del desig de Jonsuemheb de compartir el destí del fantasma;
4. Louvre - la part final després de la interrupció, relativa a la cerca d'un nou lloc d'enterrament.

El relat conté moments foscos oberts a la interpretació. Un se'n refereix a la identitat dels dos faraons que, segons la història, eren contemporanis de Nebusemej. El primer, Rahotep, un dels primers faraons de la Dinastia XVII; el segon, Mentuhotep, és una figura controvertida, perquè cap governant tebà amb aquest nom, vivint al voltant de l'època de Rahotep, governà durant 14 anys. Jürgen von Beckerath pensava que tots dos noms es referien només a Rahotep. William Kelly Simpson també suggerí que l'autor volia referir-se a Mentuhotep II de la Dinastia XI, a qui també s'esmenta més endavant en la història. Simpson comenta que l'autor no coneixia pas a fons la història d'Egipte, ja que Mentuhotep II governà al voltant de cinc segles abans que Rahotep.
En l'Antic Egipte, els fantasmes o espectres se'ls denominava akh i eren, d'alguna manera, semblants al que eren abans, el seu antic jo, i les interaccions entre els fantasmes i les persones vives es veien d'una manera menys sobrenatural que no pas ara.